# 交换环
在抽象代数之分支环论中，一个交换环（commutative ring）是乘法运算满足交换律的环。对交换环的研究称为交换代数学。 
某些特定的交换环在下列类包含链中：
- 交换环 ⊃ 整环 ⊃ 惟一分解整环 ⊃ 主理想整环 ⊃ 欧几里得整环 ⊃ 域

## 定义与例子

### 定义
一个带有两个二元运算的集合 R 是环，即将环中的任意两个元素变为第三个的运算。他们称为加法与乘法，通常记作 + 与 ⋅ ，例如 {\displaystyle a+b} 与 {\displaystyle a\cdot b} 。为了形成一个群这两个运算需满足一些性质：环在加法下是一个阿贝尔群，在乘法下为一个幺半群，使得乘法对加法有分配律，即 {\displaystyle a\cdot (b+c)=(a\cdot b)+(a\cdot c)}。关于加法与乘法的单位元素分别记作 0 和 1。
另外如果乘法也是交换的，即
{\displaystyle a\cdot b=b\cdot a}，
环 {\displaystyle R} 称为交换的。除非另有特别声明，下文中所有环假设是交换的。

### 例子
一个重要的例子，在某种意义下是最关键的，是带有加法与乘法两个运算的整数环 {\displaystyle \mathbb {Z} }。因为整数乘法是一个交换运算，这是一个交换环。通常记作 {\displaystyle \mathbb {Z} }，是德语词 Zahlen（数）的缩写。
一个域是每个非零元素 {\displaystyle a} 是可逆的交换环，即有一个乘法逆 {\displaystyle b} 使得 {\displaystyle a\cdot b=1}。从而，由定义知任何域是一个交换环。有理数、实数、复数都是域。
2×2 的矩阵不是交换的，因为矩阵乘法不满足交换律，如下例所示：
{\displaystyle {\begin{bmatrix}1&1\\0&1\\\end{bmatrix}}\cdot {\begin{bmatrix}1&1\\1&0\\\end{bmatrix}}={\begin{bmatrix}2&1\\1&0\\\end{bmatrix}}}，不等于 {\displaystyle {\begin{bmatrix}1&1\\1&0\\\end{bmatrix}}\cdot {\begin{bmatrix}1&1\\0&1\\\end{bmatrix}}={\begin{bmatrix}1&2\\1&1\\\end{bmatrix}}.}
但是，能被相同的相似变换对角化的矩阵形成一个交换环。一个例子是关于一个固定节点集合差商的矩阵集合。
如果 {\displaystyle R} 是一个给定的交换环，关于变量 {\displaystyle X} 系数位于 {\displaystyle R} 中的所有多项式形成一个多项式环，记作 {\displaystyle R[X]}。对多个变量同样成立。
如果 {\displaystyle V} 是某个拓扑空间，例如某个 {\displaystyle \mathbb {R} ^{n}} 的子集，{\displaystyle V} 上实值或复值连续函数形成一个交换环。同样对可微函数或全纯函数也对，只要两者有定义，比如 {\displaystyle V} 是一个复流形。

## 理想与谱
和域中每个非零元素是乘法可逆不同，环的理论更复杂。有多个概念处理这种情形。首先，{\displaystyle R} 的一个元素如果有乘法逆称之为单位。另一种特别的元素类型是零因子，即非零元素 {\displaystyle a} 使得存在环中一个非零元素 {\displaystyle b} 使得 {\displaystyle ab=0}。如果 {\displaystyle R} 没有零因子，称为整环，因为在很多方面像整数。
下列许多概念对非交换环也存在，但定义与性质一般更加复杂。例如，交换环中所有理想自动是双边的，相当简化了情形。

### 理想与商环
交换环的内部结构通过考虑它的理想来确定，即在与环中任何元素相乘以及加法下封闭的非空子集 {\displaystyle I}：对所有 {\displaystyle r} 属于 {\displaystyle R}，{\displaystyle i} 与 {\displaystyle j} 属于 {\displaystyle I}，{\displaystyle ri} 与 {\displaystyle i+j} 都要求属于 {\displaystyle I}。给定 {\displaystyle R} 的任何子集 {\displaystyle F=\{f_{j}\}_{j\in J}}（这里 {\displaystyle J} 是某个指标集），由 {\displaystyle F} 生成的理想是最小的包含 {\displaystyle F} 的理想。等价地，它有有限线性组合给出
{\displaystyle r_{1}f_{1}+r_{2}f_{2}+\cdots +r_{n}f_{n}}。
由一个元素生成的理想叫做主理想。若环中所有理想都是主理想称为主理想环，两个重要的情形是 {\displaystyle \mathbb {Z} } 与一个域 {\displaystyle k} 上的多项式环 {\displaystyle k[\mathbb {X} ]}。任何环有两个理想，零理想 {\displaystyle \{0\}} 与整个环 {\displaystyle R}。不包含于任何真理想（即 {\displaystyle \neq R}）的理想称为极大的。一个理想 m 是极大的当且仅当 R / m 是一个域。任何环至少有一个极大理想，这可由与选择公理等价的佐恩引理得出。
理想的定义使得“除以” {\displaystyle I} 中的元素给出另一个环，商环 {\displaystyle R/I}：它是 {\displaystyle I} 的陪集，两个运算为
{\displaystyle (a+I)+(b+I)=(a+b)+I\ {\text{and}}\ (a+I)(b+I)=ab+I}。  
例如，环{\displaystyle \mathbb {Z} /n\mathbb {Z} }（也记作 {\displaystyle \mathbb {Z} _{n}}），其中 {\displaystyle n} 是一个整数，是整数模 {\displaystyle n} 环。它是模算术的基础。

### 局部化
一个环的局部化是商环的对立面，在商环 {\displaystyle R/I} 中某些元素（{\displaystyle I} 中的元素）变为零，而在局部化中某些元素变为可逆的，即乘法逆添进环中。具体的，如果 {\displaystyle S} 是 {\displaystyle R} 的一个乘法闭子集（即只要 {\displaystyle s} 与 {\displaystyle t\in S} 则 {\displaystyle st\in S}）在 {\displaystyle R} 在 {\displaystyle S} 处的局部化，或分母在 {\displaystyle S} 中的分式环，通常记作 {\displaystyle S^{-1}R} 由符号
{\displaystyle {\frac {r}{s}}} 其中 {\displaystyle r\in R}, {\displaystyle s\in S}
组成，满足与有理数的约分类似的法则。事实上，在这种语言中 {\displaystyle \mathbb {Q} } 是 {\displaystyle \mathbb {Z} } 在所有非零整数的局部化。此构造对所有整环 {\displaystyle R} 也成立。如果 {\displaystyle S} 由一个固定元素 {\displaystyle f} 的所有幂组成，局部化写成 {\displaystyle R_{f}} 。

### 素理想与谱
一类特别重要的理想叫做素理想，通常记作 {\displaystyle p}。此概念源于19世纪代数学家们意识到，不像 {\displaystyle \mathbb {Z} }，在许多环中没有素数惟一分解（有此性质的环称为惟一分解整环）。由定义，素理想是一个真理想使得只要环中任何两个元素 {\displaystyle a} 与 {\displaystyle b} 的乘积 {\displaystyle ab} 属于 {\displaystyle p}，则 {\displaystyle a} 与 {\displaystyle b} 中至少有一个已属于 {\displaystyle p}。（相反的结论由定义对任何理想成立）。等价地，商环 {\displaystyle R/p} 是一个整环。另一种表述是说补集 {\displaystyle R\backslash p} 是乘法封闭的。局部化 {\displaystyle (R\backslash p)^{-1}R} 足以重要到赋以单独的记号：{\displaystyle R_{p}}。这个环只有一个极大理想，即 {\displaystyle pR_{p}}。这样的环称为局部环。
由上所述，任何极大理想都是素理想。证明一个理想是素的，或等价的一个环没有零因子可能非常困难。 

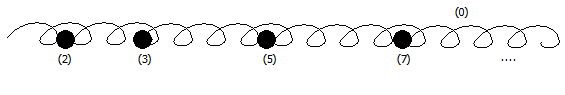
Z 的谱。

素理想是几何地理解一个环的关键步骤，通过环的谱 Spec {\displaystyle R}：它是 {\displaystyle R} 的所有素理想集合。上已提到，至少有一个素理想，从而谱非空。如果 {\displaystyle R} 是一个域，惟一的素理想是零理想，从而谱只有一个点。但 {\displaystyle \mathbb {Z} } 的谱，包含零理想的一个点，以及任何素数 {\displaystyle p}（生成素理想 {\displaystyle p\mathbb {Z} }）的一个点。谱赋以一个拓扑叫扎里斯基拓扑，这由将子集 {\displaystyle D(f)={p\in {\text{Spec}}\ R,f\not \in p}} 设定为开集确定，这里 {\displaystyle f} 是任何环元素。此拓扑与分析或微分几何中遇到的可能不同；例如，一般地存在点不是闭的。譬如，对应于零理想的点 0 ⊂ Z 的闭包，是整个 {\displaystyle \mathbb {Z} } 的谱。
谱的概念是交换代数与代数几何的公共基石。代数几何将 Spec {\displaystyle R} 赋予一个层 {\displaystyle {\mathcal {O}}}（将不同的开子集上局部定义的所有函数收集起来的实体）。此空间与层的数据称为一个仿射概形。给定一个仿射概形，底环 R 可作为 {\displaystyle {\mathcal {O}}} 的整体截面重新得到。而且，已建立起来的环与放射概形之间的一一对应也与环同态相容：任何 {\displaystyle f:R\rightarrow S} 得出一个方向相反的连续映射
{\displaystyle {\text{Spec}}\ S\rightarrow {\text{Spec}}\ R,q\mapsto f^{-1}(q)}，即 {\displaystyle S} 的任何素理想映到在 {\displaystyle f} 下的原像，这是 {\displaystyle R} 的一个素理想。
谱也使局部化和商环是互补的直觉确切化：自然映射 {\displaystyle R\rightarrow R_{f}} 与 {\displaystyle R\rightarrow R/fR} 分别对应于，将环的谱赋以他们的扎里斯基拓扑后，互补的开、闭嵌入。
总之所说的这两个范畴的等价反应了环的代数性质以几何方式表现出来。流形局部由 {\displaystyle \mathbb {R} ^{n}} 给出，与之类似，仿射概形的局部模型是概形，这是代数几何中研究的对象。从而，环与同态中许多概念都源于几何直觉。

## 环同态
与通常代数学中一样，两个对象之间的一个保持对象的结构的函数 {\displaystyle f} 无疑称为同态。在环的情形中，环同态是一个映射 {\displaystyle f:R\rightarrow S} 使得
{\displaystyle f(a+b)=f(a)+f(b)}, {\displaystyle f(ab)=f(a)f(b)} 且 {\displaystyle f(1)=1}。
这些条件保证 {\displaystyle f(0)=0}，但保持乘法单位元素 1 的要求不能从其它两条性质推出。在这种情形下 {\displaystyle S} 也成为一个 {\displaystyle R}-代数，理解为 {\displaystyle S} 中 {\displaystyle s} 可以被 {\displaystyle R} 中 {\displaystyle r} 乘，通过令
{\displaystyle r\cdot s:=f(r)\cdot s}。
{\displaystyle f} 的核与像定义为 {\displaystyle \ker(f)=\{r\in R,f(r)=0\}} 与 {\displaystyle {\text{im}}(f)=f(R)=\{f(r),r\in R\}}。核与像分别是 {\displaystyle R} 与 {\displaystyle S} 的子环。

## 模
交换代数的外部结构由考虑这个环上的线性代数确定，即研究它的模理论，这与向量空间类似，除了底不必是一个域而可以为任何环 {\displaystyle R}。{\displaystyle R}-模的理论比向量空间的线性代数要复杂得多。模理论必须处理一些困难比如模没有基，自由模的秩（即向量空间的维数之类比）可能不是良好定义的，有限生成模的子模不必是有限生成的（除非 {\displaystyle R} 是诺特环，见下）。
环 {\displaystyle R} 中的理想可以视为 {\displaystyle R}-模，也是 {\displaystyle R} 的子模。另一方面，欲很好的理解 {\displaystyle R}-模必须知道 {\displaystyle R} 足够信息。然而反过来，交换代数中通过考虑 {\displaystyle R} 的理想研究其结构的许多技巧，一般对研究模也成立。

## 诺特环
一个环称为诺特环（为了纪念埃米·诺特，她发展了这个概念），如果理想的升链
{\displaystyle 0\subseteq I_{0}\subseteq I_{1}\cdots \subseteq I_{n}\subseteq I_{n}+1\subseteq \cdots }
成为稳定的，即某个指标 {\displaystyle n} 后变成常值。等价地，任何理想由有限多个元素生成，或同样等价地有限生成模的子模是有限生成的。一个环称为阿廷环（以埃米尔·阿廷命名），如果任何理想的降链
{\displaystyle R\supseteq I_{0}\supseteq I_{1}\cdots \supseteq I_{n}\supseteq I_{n}+1\supseteq \cdots }
最终变成稳定的。尽管这两个条件对称的出现，诺特环比阿廷环更一般。例如，{\displaystyle \mathbb {Z} } 是诺特的，因为任何理想可由一个元素生成，但不是阿廷环，比如有降链
{\displaystyle \mathbb {Z} \supsetneq 2\mathbb {Z} \supsetneq 4\mathbb {Z} \supsetneq 8\mathbb {Z} \supsetneq \cdots }。
事实上，每个阿廷环是诺特环。
诺特环是一个特别重要的有限性条件。此条件在几何中经常出现的许多运算下保持：如果 {\displaystyle R} 是诺特环，则多项式环 {\displaystyle R[X_{1},X_{2},\cdots ,X_{n}]}（由希尔伯特基定理）、任何局部化 {\displaystyle S^{-1}R} 以及商环 {\displaystyle R/I} 都是诺特环。

## 维数
一个环 {\displaystyle R} 的克鲁尔维数（或简称维数）{\displaystyle \dim R} 是衡量环的“大小”的一个概念，非常粗略地说是数 {\displaystyle R} 中无关元素。准确地说，它定义为谱中素理想链的长度 {\displaystyle n}
{\displaystyle 0\subseteq p_{0}\subseteq p_{1}\subseteq \cdots \subseteq p_{n}}。
例如，一个域是零维的，因为惟一的理想是零理想。一个环是阿廷环当且仅当它是诺特环且是零维的（即其素理想都是极大理想）。整数是 1 维的：任何素理想链具有形式
{\displaystyle 0=p_{0}\subseteq p\mathbb {Z} =p_{1}}，这里 {\displaystyle p} 是一个素数
因为 {\displaystyle \mathbb {Z} } 中任何理想都是主理想。
如果考虑的环是诺特环，维数表现良好：期待的不等式在这种情形下成立
{\displaystyle \dim R[X]=\dim R+1}，
（一般地只有 {\displaystyle \dim R+1\leq \dim R[X]\leq 2\cdot \dim R+1}）。另外，维数只取决于一个极大链，{\displaystyle R} 的维数是其所有局部化 {\displaystyle R_{p}} 的维数的上确界，这里 {\displaystyle p} 是任意一个素理想。直觉上，R 的维数是 R 谱的一个局部性质。所以，维数经常只对局部环考虑，也因为一般的诺特环仍有可能是无限维，尽管它所有局部化是有限维的。
确定
{\displaystyle k[X_{1},X_{2},\cdots ,X_{n}]/(f_{1},f_{2},\cdots ,f_{m})}，其中 {\displaystyle k} 是一个域而 {\displaystyle f_{i}} 是某个 {\displaystyle n} 变量多项式
的维数一般不容易。对诺特环 {\displaystyle R}，{\displaystyle R/I} 的维数，由克鲁尔主理想定理，至少是 {\displaystyle \dim R-n}，如果 {\displaystyle I} 由 {\displaystyle n} 个元素生成。如果维数不能再小，即 {\displaystyle \dim R/I=\dim R-n}，则 {\displaystyle R/I}称为完全交叉。
一个局部环 {\displaystyle R}，即只有一个极大理想 {\displaystyle m}，称为正则的，如果 {\displaystyle R} 的（克鲁尔）维数等于维数余切空间 {\displaystyle m/m^{2}}（作为域  {\displaystyle R/m} 上的向量空间）的维数。
有如下更几何化的另一个包含链：
科恩-麦考利环 ⊃ 葛仑斯坦环 ⊃ 正则环 ⊃ 正则局部环。

## 构造交换环
有多种方法从给定的环构造出新的。这样构造的目的通常是为了改善环的某种性质使其更易理解。例如，一个整环在其分式域中整闭称为正规环。这是一个值得向往的性质，比如任何正规 1-维环必是正则的。将一个环变为正规的称为正规化。

### 完备化
如果 {\displaystyle I} 是交换环 {\displaystyle R} 中一个理想，{\displaystyle I} 的幂组成 0 的一个拓扑邻，这使 {\displaystyle R} 可视为一个拓扑环。这个拓扑称为 I-进拓扑。这样 {\displaystyle R} 关于这个拓扑可以完备化。形式上，{\displaystyle I}-进拓扑完备化是环 {\displaystyle R/I^{n}} 的反向极限。例如，如果 {\displaystyle k} 是一个域，{\displaystyle k[[X]]}，{\displaystyle k} 上一个变量形式幂级数环，是 {\displaystyle k[X]} 的 {\displaystyle I}-进完备化，其中 {\displaystyle I} 是由 {\displaystyle X} 生成的主理想。类似地，{\displaystyle p}-进整数环是 {\displaystyle \mathbb {Z} } 的 {\displaystyle I}-进完备化，其中 {\displaystyle I} 是由 {\displaystyle p} 生成的主理想。任何同构于它的完备化的环叫做完备。

## 性质
由韦德伯恩定理，任何有限除环是交换的，从而是一个有限域。另一个确保一个环的交换性的性质，属于雅各布森，如下：对任何 {\displaystyle R} 中元素 {\displaystyle r}，存在一个整数 {\displaystyle n>1} 使得 {\displaystyle r^{n}=r} 如果对每个 {\displaystyle r} 有 {\displaystyle r^{2}=r}，环称为布尔环。确保环的交换性的更一般的条件也为人所知。

### 引用
1. ↑  Jacobson 1945
2. ↑  Pinter-Lucke 2007